# Elecciones parlamentarias de Islas Salomón de 2019
Las elecciones generales se celebraron en las Islas Salomón el 3 de abril de 2019.para determinar la composición del 11.º Parlamento. La elección fue la primera que se celebró desde la conclusión de la Misión de Asistencia Regional a las Islas Salomón (RAMSI) en 2017. El Parlamento aprobó enmiendas a la ley electoral en 2018 que incluían la introducción de la votación previa, un aumento significativo de los presupuestos de campaña para los candidatos y penas más estrictas para las personas que cometan delitos electorales, como la compra de votos. Diez de los trece partidos que se presentaron a las elecciones obtuvieron escaños, y el Partido Democrático de las Islas Salomón y el Partido Kadere fueron los partidos que obtuvieron la mayor cantidad, ganando ocho cada uno. Sin embargo, al igual que en elecciones anteriores, los candidatos independientes obtuvieron la mayor parte de los escaños, con 21.

## Sistema electoral
Los 50 miembros del Parlamento Nacional son elegidos por períodos de 4 años en circunscripciones de un solo miembro utilizando el escrutinio mayoritario uninominal .
Los votantes deben tener al menos 18 años de edad y ser ciudadanos de las Islas Salomón. Los residentes en el extranjero no pueden votar, y las personas son descalificadas para votar si han infringido la ley electoral, han sido declaradas mentalmente incapacitadas, han estado encarceladas por más de seis meses o si están bajo pena de muerte. Un total de 359,690 ciudadanos se registraron para votar en las elecciones, un aumento de 72,000 en comparación con las elecciones de 2014 .
Los candidatos deben tener al menos 21 años de edad y residir en el distrito electoral en el que se postulan. Las inhabilitaciones incluían tener doble ciudadanía, ser ejecutivos o miembros de la Comisión Electoral, tener una quiebra no emitida, estar encarcelado por más de seis meses o estar bajo una sentencia de muerte.

## Resultados
| Partido                                    | Partido                                           | Votos   | %     | Escaños | +/–   |
| ------------------------------------------ | ------------------------------------------------- | ------- | ----- | ------- | ----- |
|                                            | Partido Democrático de las Islas Salomón          | 42,245  | 13.64 | 8       | Nuevo |
|                                            | Partido Unido de las Islas Salomón                | 32,302  | 10.43 | 2       | Nuevo |
|                                            | Partido Kadere                                    | 29,426  | 9.50  | 8       | +7    |
|                                            | Partido Democrático Unido                         | 25,295  | 8.17  | 4       | –1    |
|                                            | Partido de la Alianza Democrática                 | 19,720  | 6.37  | 3       | –4    |
|                                            | Alianza del Pueblo                                | 18,573  | 6.00  | 2       | –1    |
|                                            | Partido Primero el Pueblo                         | 11,419  | 3.69  | 1       | –     |
|                                            | Partido para el Avance Rural de las Islas Salomón | 9,878   | 3.19  | 1       | –     |
|                                            | Partido del Congreso Pan-Melanesio                | 1,514   | 0.49  | 0       | –     |
|                                            | Partido Verde de Islas Salomón                    | 619     | 0.20  | 0       | Nuevo |
|                                            | Partido Nueva Nación                              | 593     | 0.19  | 0       | –     |
|                                            | Partido Progresista del Pueblo                    | 381     | 0.12  | 0       | –     |
|                                            | Partido Transformación Nacional                   | 4,622   | 1.49  | 0       | –     |
|                                            | Independientes                                    | 113,178 | 36.54 | 21      | –11   |
| Votos inválidos y en blanco                | Votos inválidos y en blanco                       | 902     | –     | –       | –     |
| Total                                      | Total                                             | 310,667 | 100   | 50      | 0     |
| Votantes registrados/participación         | Votantes registrados/participación                | 359,523 | 86.41 | –       | –     |
| Fuente: Solomon Islands Election Resources |                                                   |         |       |         |       |